# Ness El Khir
Ness El Khir (les gens du bien en arabe algérien) est un groupe engagé dans l’action sociale et la protection de l’environnement créé en Algérie en 2010.

## Histoire
En octobre 2010, cinq jeunes émus par la vidéo mise par Yacine Zaïd sur YouTube dans le Ramadhan de 2010 qui décrit la situation critique d’une vieille dame El-Hadja Rahma qui habite à Laghouat, ils ont décidé de l’aider et sur le réseau social Facebook, ils ont fait une demande d'aide à toute la communauté algérienne, très vite, une chaîne de solidarité se met en place pour aider cette femme. Et depuis, ils sont devenus actifs sur internet et pour coordonner leurs actions, ils se donnent rendez-vous sur Skype.
Le 22 octobre 2010, Ness El Khir est créé, le même jour le groupe de bénévoles a fait sa première action « officielle », qui consiste à nettoyer une plage dans l'Algérois, baptisée « Blue Day » dans laquelle quelques dizaines de jeunes se retrouvent.
De bouche-à-oreille le NSK Algérie, sans distinction d'âge, de sexe ni de condition sociale grandit en élargissant son champ d'action.

## Projets

### Programme Rahma
Les projets du groupe Ness El Khir se divisent en deux principaux programmes. Le premier programme appelé Rahma (nom de la vieille femme qui a été la motivation de la création du groupe), qui traite les questions sociales et humanitaires, et plus précisément les SOS des femmes âgées, des femmes en détresse, de la jeunesse et des enfants malades, mais aussi des collectes de sang,, apporter de l'aide aux SDF et participer dans des campagnes de sensibilisation.

### Programme de la protection de l'environnement
Le deuxième programme est consacré a l'environnement, le programme prend toujours le nom du lieu d'action du groupe, par exemple un Blue Day, ou encore appelé « Algérian Blue Day », ce programme est consacré à nettoyer les plages, en octobre 2010 le groupe a nettoyé la plage de Palm Beach à Zéralda et d'autres. Un Green Day, le programme est consacré à assainir les sites naturels verts, de planter des arbres, de telles actions ont eu lieu dans la wilaya de Tizi Ouzou en mars 2011, 3 000 arbres ont été plantés. Un City Day, est une action pour la sensibilisation et le nettoyage des quartiers et des cimetières. Le Sahara Day est une action pour la sauvegarde du Sahara.
Le but principal du groupe est de faire « changer les mentalités ».

## Slogans
Les slogans tout comme les projets sont nommés par apport au lieu et au type d'action du groupe. Dans les mois de juillet et août 2011, Ness El Khir Batna ont aidé des enfants à la pouponnière de la ville sous le slogan « Des cœurs généreux pour des enfants innocents ».
Le 29 août 2011 à Timimoun, « Un cartable, un sourire » est devenu le slogan d'une action qui aide quelques enfants démunis à acquérir des affaires scolaires.

## Les filières
Dans plusieurs régions du pays, des groupes se réclament Ness El Khir (Alger, Oran, Bejaia, Mostaganem, Ain Azel, Ain M’lila, Aïn Témouchent, Annaba, Batna, Blida, Biskra, Constantine, Laghouat, Jijel, Tipaza, Ghardaia, Sidi Bel Abbes, Mostaganem, Médéa, M'sila ). 